# Clifford Luyk
Clifford Luyk Diem (Siracusa, Nueva York; 28 de junio de 1941) es un exjugador de baloncesto profesional estadounidense nacionalizado español. Es el único jugador de la historia que posee 6 Copas de Europa de baloncesto con el mismo equipo.

## Biografía
Primeros años
Luyk vino al mundo en Syracuse (Nueva York). Su padre había nacido en Holanda y su madre en Suiza. Asistió a la Vernon-Verona-Sherrill High School en Verona (Nueva York). Con una estatura de 2,03 m, se convirtió en el pívot estrella del equipo de baloncesto de la escuela secundaria, los VVS Red Devils. Como sénior, en 1957-1958, anotó 488 puntos en 18 encuentros, alcanzando un promedio de 27,1 puntos por partido.
Carrera universitaria
Luyk se inscribió en la Universidad de la Florida en Gainesville, Florida, donde jugó a las órdenes del entrenador John Mauer; y en el equipo del entrenador Norm Sloan, los Florida Gators de 1959 a 1962. En su carrera universitaria de tres años, disputó 66 encuentros, anotó 904 puntos en total y capturó 806 rebotes. Durante su temporada sénior de 1961-62, alcanzó una efectividad del 49,3% en sus lanzamientos, promedió 21,3 puntos por partido, y lideró la Southeastern Conference (SEC) con 352 rebotes (15,3 por partido). En dos actuaciones memorables, Luyk anotó 40 puntos contra los Tennessee Volunteers y 36 puntos contra los Georgia Bulldogs. Fue seleccionado para el segundo equipo de toda la SEC en 1962.
Carrera en España
Fue fichado en 1962 por el Real Madrid, nacionalizándose español tres años después tras prohibirse en el verano de 1964 que los jugadores extranjeros jugasen en la liga nacional. Varias veces fue galardonado por el premio AEBI galardón del Marca para los internacionales del baloncesto español.
Está casado con la española Paquita Torres, ex Miss España y ex Miss Europa, con la que tuvo tres hijos: Sergio Luyk (1971-2008), que debutó en la Liga ACB con el Fórum Filatélico en 1995 y que falleció el 30 de marzo de 2008 a consecuencia de un cáncer, la modelo Estefanía Luyk, y Álex, también exjugador.
Se retiró como jugador en la temporada 1977-78 con un partido entre un conjunto de All-Stars europeos y el Real Madrid, junto a él lo haría Vicente Ramos.
Su especialidad eran los "ganchos" como arma de anotación.

## Selección nacional
Fue internacional con España en 150 ocasiones. En ellos llegó a anotar un total de 2.021 puntos, a una media de 13.5 por encuentro disputado, y en los que capturó un total de 74 rebotes.
Debutó como internacional, tras haberse nacionalizado, el 16 de abril de 1966 en el Campeonato Mundial Extraordinario de Chile 1966, un torneo de carácter oficioso al no haberse podido celebrar en Uruguay, que finalmente tuvo lugar al año siguiente. Finalizó en sexta posición, y no fue reconocido por la FIBA al acudir los equipos por invitación, en lugar de por méritos deportivos de clasificación. En su partido de debut anotó 28 puntos, y fue el máximo anotador del equipo junto a Emiliano Rodríguez en la victoria por 81-70 frente a Argentina. Finalizó el citado campeonato con 149 puntos en 9 encuentros. Por tanto fue un debut oficioso.
Su considerado debut oficial a efectos FIBA fue el 11 de noviembre de 1966, en el pre-europeo de 1966 para el Campeonato de Europa de Finlandia 1967, frente a Suiza, partido en el que anotó 22 puntos —máximo anotador del equipo—, en la victoria por 88-39. El equipo logró la clasificación, si bien en el campeonato finalizaron en décima posición. Fue el preludio de dos medallas de plata preolímpicas. No está clara la posición final y si hubo entrega de medallas.</ref> en los años 1968 y 1972, período en el que la selección sumó discretos resultados hasta la consecución de la medalla de plata en el Campeonato de Europa de Barcelona 1973. Fue el segundo mayor éxito de la historia de la selección desde la misma medalla de plata en el Campeonato de Europa de Ginebra de 1935.
Sus últimos partidos como internacional fueron en el preolímpico de los Juegos Olímpicos de Montreal 1976. Tras un total de 9 partidos en los que anotó 52 puntos, el equipo no logró la clasificación, cerrando una etapa para muchos de los veteranos jugadores, como Luyk, cuyo último partido el 3 de julio fue una derrota frente a Brasil por 100-109 en los que anotó 4 puntos para 3 puntos de valoración.
A lo largo de su carrera internacional disputó cuatro Campeonatos de Europa (1969, 1971, 1973 y 1975, destacando la medalla de plata mencionada en 1973); dos Juegos Olímpicos (México 1968 y Múnich 1972, destacando el séptimo puesto de 1968 y mejor actuación de la selección hasta la fecha); y un Campeonato Mundial (Puerto Rico 1974 saldado con un quinto puesto, la mejor actuación española hasta el momento en el certamen).

## Entrenador
Posteriormente a su retirada como jugador, fue entrenador del juvenil y júnior del Real Madrid entre 1978 y 1983, y luego fue entrenador ayudante de Lolo Sainz y George Karl entre 1983 y 1990. En la temporada 1990-91 fue entrenador del Atlético de Madrid-Villalba pero no llegó a acabar la temporada. Fue contratado por el Murcia en la 1991-92 donde fue destituido en octubre, momento en el que regresó a Madrid para dirigir al equipo hasta 1994 y, más tarde, en el curso 1998-99. Tras esta última temporada pasó a la dirección deportiva del club blanco. En 2009 fue nombrado asesor técnico del club blanco.

## Legado
Fue nombrado uno de los 50 mayores colaboradores de la Euroliga.

## Palmarés
Nota (*): Incluidos títulos como entrenador asistente.
| Equipo(s)          | Equipo(s)              | Nacionales                  | Nacionales                  | Nacionales                  | Subtotal | Continentales | Continentales | Mundiales | Mundiales | Subtotal | Total |
| ------------------ | ---------------------- | --------------------------- | --------------------------- | --------------------------- | -------- | ------------- | ------------- | --------- | --------- | -------- | ----- |
| Equipo(s)          | Equipo(s)              | Liga                        | Copa                        | Otra copa                   | Subtotal | C1            | C2            | M1        | M2        | Subtotal | Total |
| Bandera de España  | Real Madrid Baloncesto |                             |                             | –                           | 24       |               | –             |           | –         | 9        | 33    |
| Bandera de España  | Selección de España    | No compite a nivel nacional | No compite a nivel nacional | No compite a nivel nacional | –        |               | –             | –         |           | 3        | 3     |
| Total jugador      | Total jugador          | 14                          | 10                          | –                           | 24       | 7             | –             | 3         | 2         | 12       | 36    |
| Bandera de España  | Real Madrid Baloncesto |                             |                             | –                           | 3        | –             |               | –         | –         | 1        | 4     |
| Total entrenador * | Total entrenador *     | 2                           | 1                           | –                           | 3        | –             | 1             | –         | –         | 1        | 4     |
| Total histórico    | Total histórico        | 16                          | 11                          | –                           | 27       | 7             | 1             | 3         | 2         | 13       | 40    |

Entre sus títulos oficiales no se contabilizan durante su etapa de jugador tres torneos regionales entre 1963 y 1967 al no estar clara su oficialidad, ni once torneos internacionales FIBA de Navidad-Raimundo Saporta entre 1967 y 1978, así como numerosos trofeos amistosos nacionales e internacionales. Del mismo modo no se incluye una Supercopa de Europa en 1990 como entrenador asistente al no declararse vencedor de manera oficial por incomparecencia del rival.